# Torre Glòries
Der Torre Glòries (katalanisch für „Glories-Turm“, vormals Torre Agbar) in Barcelona ist ein 32-stöckiger Bürokomplex an der Avinguda Diagonal, unmittelbar neben der Plaça de les Glòries Catalanes. Das Hochhaus aus Beton mit Glas-Aluminium-Fassade hat eine Nutzfläche von 39.000 m² und gehört mit 142 Metern zu den höchsten Gebäuden Kataloniens. In seiner äußeren Form ähnelt es dem etwa zeitgleich in London errichteten Bürogebäude 30 St Mary Axe.

## Fassade
Der Turm sieht mit seiner schillernden, 16.000 m² großen Fassade aus wie eine Wasserfontäne, wobei sich das anfangs eher dunklere Blau bis zur Spitze hin in einem Weiß verliert. Die Außenhaut aus Aluminium wirkt wie die Haut eines Reptils. Aus größerer Entfernung betrachtet wirkt sie optisch wie eine flüssige bzw. organische Masse. Für die Oberfläche wurden 40 verschiedene Lackfarben verwendet, wodurch sich je nach Tageslicht ihre Farbe verändert. Über die Fassade wurde eine Glashaut, bestehend aus 56.000 Lamellen, gezogen. Jede dieser Glaslamellen hat eine Größe von 120 Zentimeter × 30 Zentimeter und ist in einem bestimmten Winkel ausgerichtet, insgesamt gibt es 16 verschiedene Positionen. Daher rühren auch die unterschiedlichen Farbreflexe. Zugleich stellt diese Art der Fassade einen idealen Sonnenschutz dar. Insgesamt hat der Turm 4.349 Öffnungen – bedeckt von 4.500 Fenstern –, die in unregelmäßigen Abständen angeordnet sind, um den schimmernden Effekt zu erzielen, insgesamt zieren 40 verschiedene Farben das Gebäude.
Die eigentliche Kuppel beginnt erst ab dem 15. Geschoss; darunter verläuft das Gebäude ziemlich senkrecht, jedoch ist es kein Zylinder, da der Grundriss des Gebäudes leicht vom Kreis abweicht und somit ein Oval ist. Die Etagen oberhalb des Geschosses 26 zählen bereits zur oberen Kuppel.
Nur für den Bau der Fassade wurden neben 59.619 transparenten und teilweise durchscheinenden Glasplatten auch 250 Tonnen Aluminium und 25.000 m³ Beton verwendet.
Nachts wird der Turm von 4.500 LED-Projektoren der Barcelonaer Firma Lightled (Produkttyp: Eos) farbig beleuchtet.

## Inneres des Gebäudes
Da die Sonneneinstrahlung in Barcelona vergleichsweise stark ist und es daher nachteilig wäre, die Büros direkt an der Außenhautfassade anzusiedeln, befinden sich die meisten Räume im inneren Betonkern des Gebäudes. Im Gegensatz zur überwiegend blauen Außenhaut dominiert die Farbe Rot im Inneren des Turmes.
Insgesamt hat der Torre Glòries 34 oberirdische Etagen: 28 für Büros sowie eine für eine Cafeteria, eine für einen Mehrzwecksaal, eine für die Aussichtsplattform und drei für technische Installationen. Die lichte Höhe der Stockwerke beträgt 2,6 Meter, dazu kommt jeweils ein 15 Zentimeter hoher „technischer Boden“. Die vier unterirdischen Etagen teilen sich auf zwei Parketagen und ein Auditorium mit 316 Plätzen auf. Im Gebäude sind elf Aufzüge, von denen einer für die Gebäudewartung reserviert ist und zwei weitere für die unterirdischen Etagen bestimmt sind. Als Besonderheit sind einige Aufzüge an der Südfassade aus Glas gebaut, so dass man durch die Glasfassade während der Fahrt herausschauen kann.
Im Mai 2022 wurde unter dem Namen Mirador Torre Glòries ein Bereich für Besucher eröffnet. Der Rundgang startet aber erst einmal im Untergeschoss. Hier erlebt man einen sogenannten „Hyperaussichtspunkt“. Soll heißen, dass mit modernen Mitteln die Welt und das Ökosystem von außen, im Inneren widergespiegelt werden. Das passiert zum Beispiel durch Musik, die sich der Temperatur, Luftverschmutzung und Windgeschwindigkeit entsprechend verändert. Auf einer meterlangen Leinwand kann man das Ökosystem Barcelonas beobachten. Die Daten sind auf Echtzeit basierende. Die Themenbereiche sind unter anderem der Himmel (inkl. Satelliten, Sterne), Wind und Wasser.
Danach fährt man mit dem Aufzug auf die Aussichtsplattform im 30. Stockwerk: Hier hat man einen 360° Blick über Barcelona. Das wirkliche Highlight scheint aber die Installation „Cloud Cities“ von Tomás Saraceno zu sein. Denn diese kann man als Besucher betreten, ja erklimmen. Sie erstreckt sich über vier Stockwerke, besteht aus 9000 verwendeten Kabeln, die eine Gesamtlänge von sechs Kilometern haben, 5000 Verbindungsteilen und 1200 Paneelen mit 267 Ankerpunkten.

## Planung, Bau und Bauherren
Der Bauherr des Gebäudes, Grupo Agbar, sind die Wasserwerke von Barcelona (Aguas de Barcelona, auf Katalanisch Aigües de Barcelona), daher auch die schillernde und farbenfrohe Gestaltung des Hochhauses. Die unmittelbare Umgebung des Gebäudes wurde so angelegt, dass der Betrachter den Eindruck hat, der Turm stehe inmitten einer Wasserfläche. Tatsächlich nutzt die Grupo Agbar nur etwa die Hälfte des Gebäudes.
Geplant wurde der Torre Agbar vom französischen Architekten Jean Nouvel. In die Planung hat Nouvel auch Überlegungen des 1926 verstorbenen katalanischen Architekten Antoni Gaudí einbezogen. Der Turm soll eine Huldigung an Gaudí darstellen, weshalb Nouvel darauf achtete, dass der Torre Agbar nicht höher wurde als die sich ebenfalls in Barcelona befindliche Sagrada Família im (zukünftigen) fertigen Zustand.
Begonnen wurden die Bauarbeiten im Februar 2001, 500 bis 600 Arbeiter arbeiteten jeden Tag an der Baustelle, damit etwa alle fünf Tage eine Etage fertiggestellt werden konnte. Vollendet wurde der Turm im ersten Halbjahr 2004; seine endgültige strukturelle Höhe erreichte er jedoch erst am 19. Oktober 2004. Am 16. September 2005 fand die Einweihung statt, die auch von dem König und der Königin Spaniens besucht wurde.

## Verkauf und Wandlung zum Luxushotel
Im August 2014 gaben der damalige Nutzer, die Grupo Agbar und die Investorengruppe Emin Capital, bekannt, dass der Torre Agbar für einen kolportierten Kaufpreis von circa 150 Millionen Euro an die amerikanische Hyatt-Hotelkette verkauft wird. Diese plant die Eröffnung eines neuen Fünf-Sterne-Hotels mit mehr als 400 Zimmern und einer öffentlich zugänglichen Aussichtsplattform.

## Sonstiges
Jean Nouvel erhielt für das Hochhaus am 17. November 2006 den mit 50.000 Euro dotierten Internationalen Hochhauspreis 2006.
Wegen seines Aussehens wird das Gebäude von den Einwohnern Barcelonas auch scherzhaft mit einem Penis verglichen.
Äußerlich ähnelt der Torre Glòries dem 179,8 Meter hohen Londoner Gebäude 30 St Mary Axe (2001–2004) des Architekten Norman Foster, Spitzname „The Gherkin“ (deutsch: „Gurke“).

## Weitere Bilder

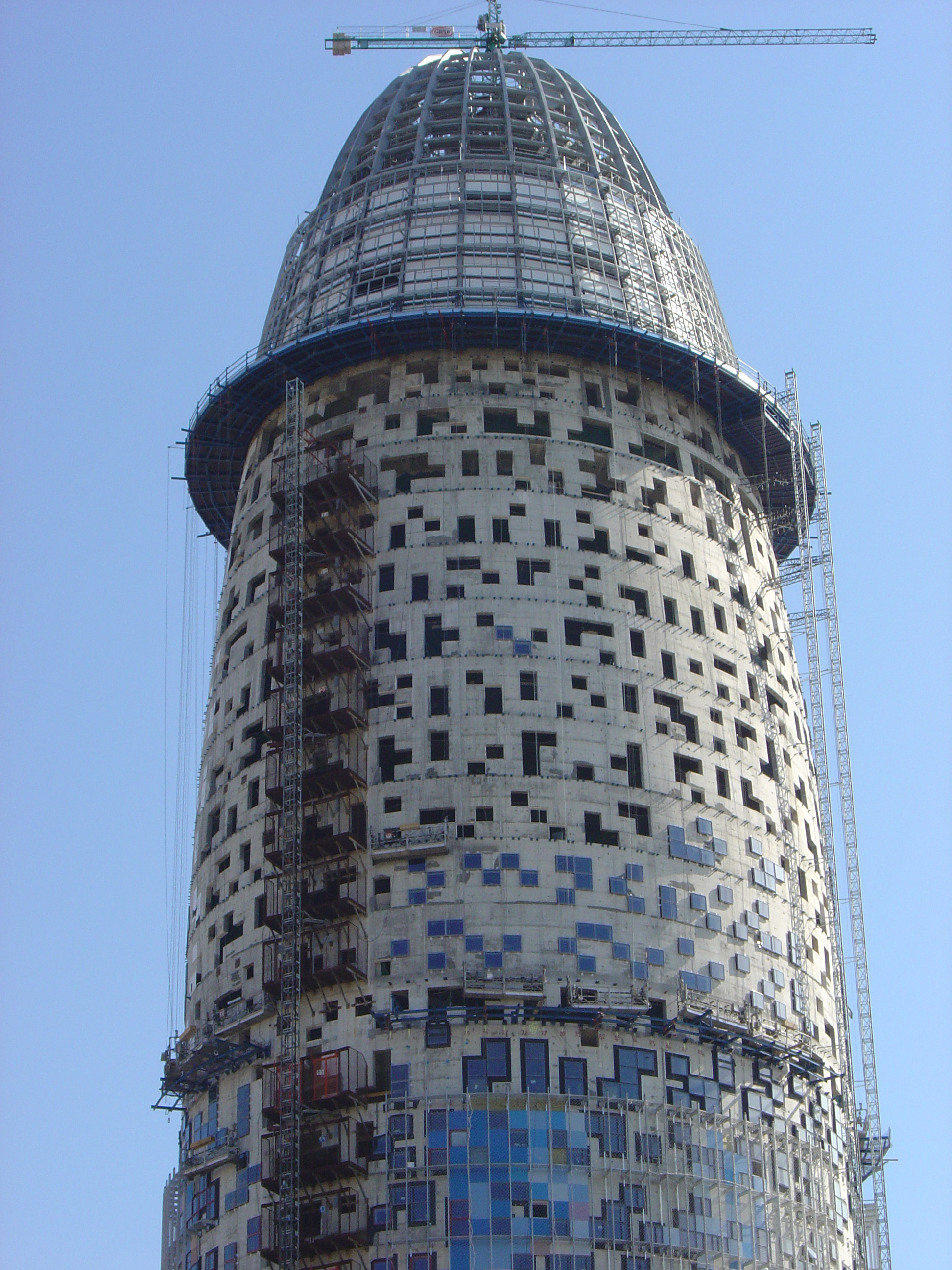
Torre Agbar, Bauphase, April 2004
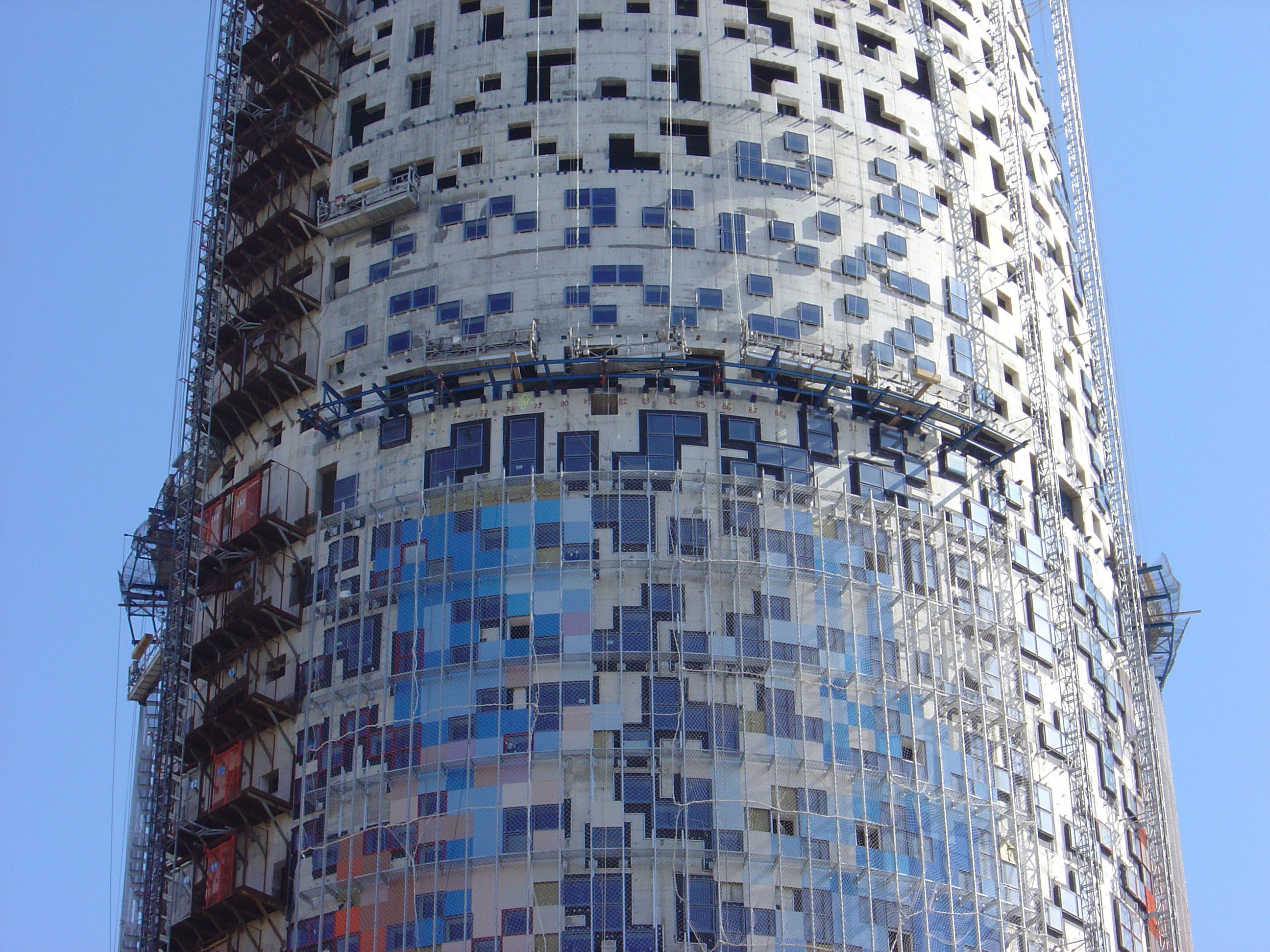
Torre Agbar, Bauphase, April 2004
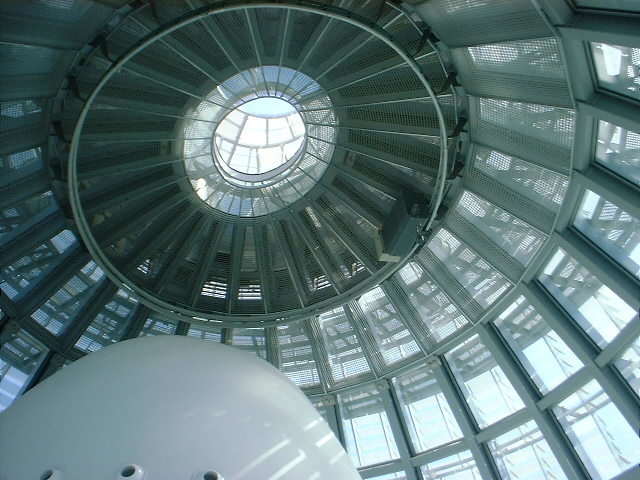
Das Innere der Kuppel
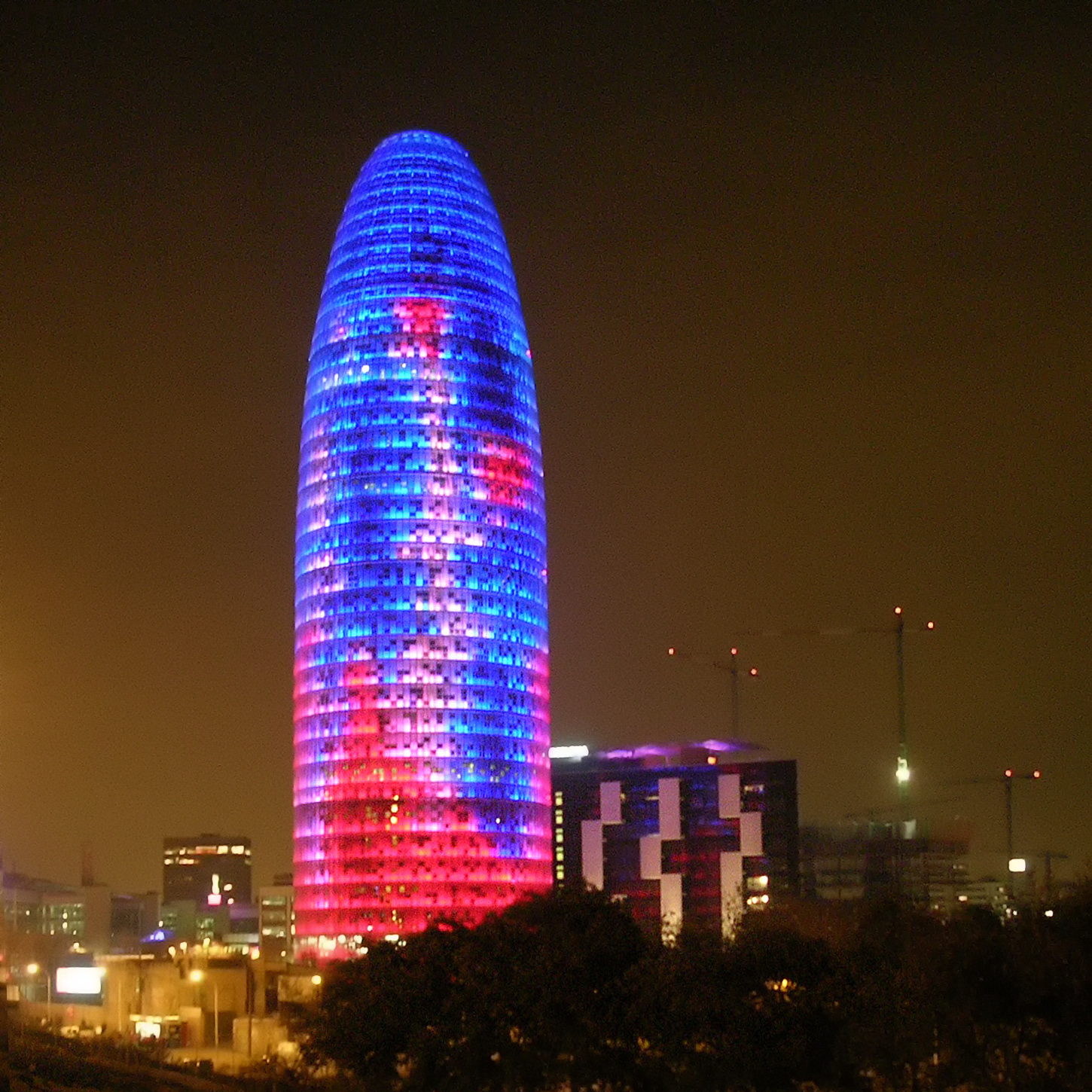
Beleuchtete Fassade bei Nacht
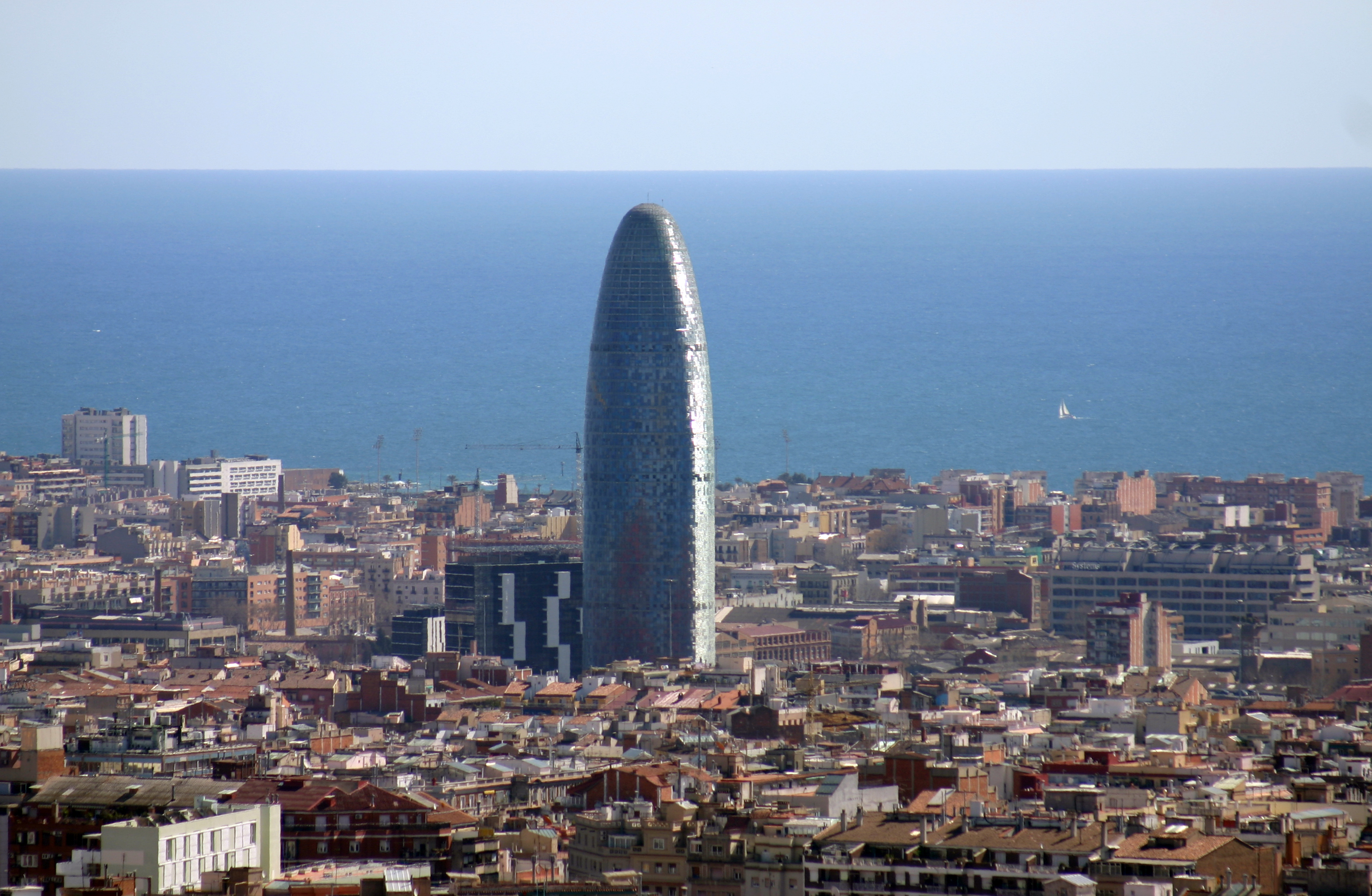
Torre Agbar, 2006
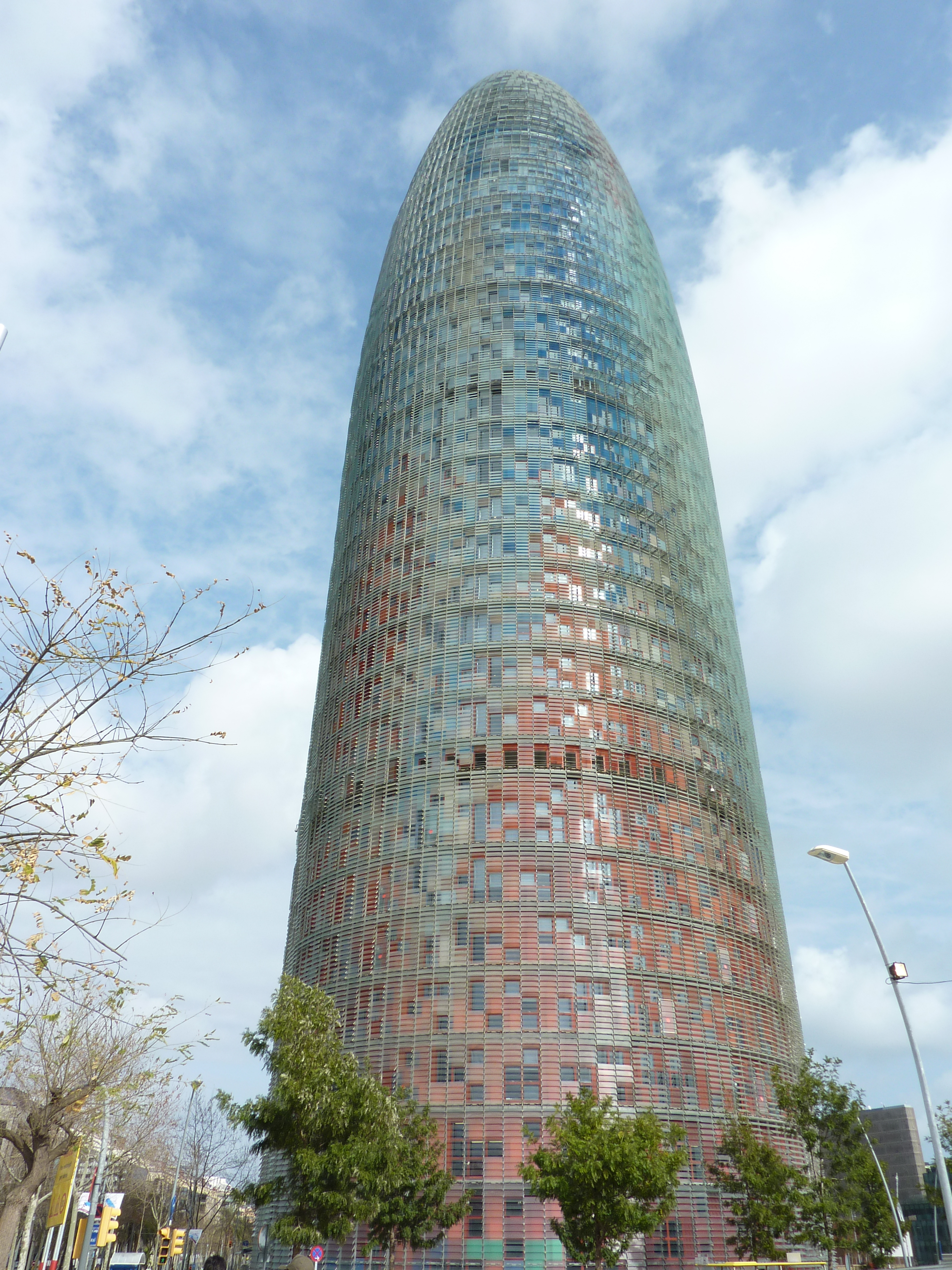
Torre Agbar, 2011
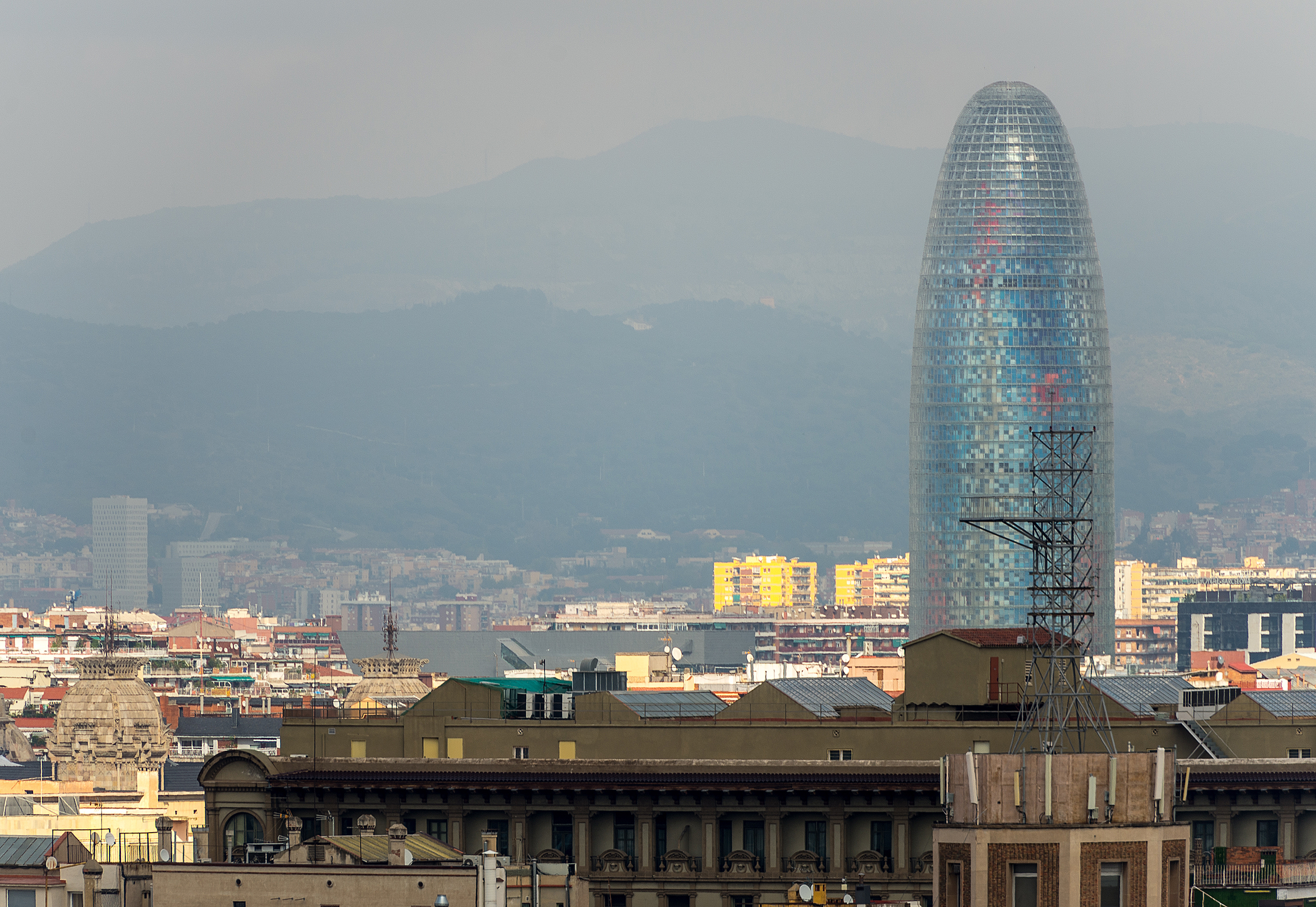
2015

## Film
- Torre Agbar, Barcelona. Dokumentation, Deutschland 2008, 26 Min., Buch und Regie: Sabine Pollmeier und Joachim Haupt, Produktion: Parnass Film, ZDF, arte, Reihe: Faszination Wolkenkratzer, Erstsendung: 19. Juli 2009, Inhaltsangabe von arte.